# William Pengree Sherlock
Pour les articles homonymes, voir Sherlock.
William Pengree Sherlock (1775-1825) est un graveur, dessinateur et peintre britannique.

## Biographie
William Pengree Sherlock étudie aux écoles de la Royal Academy à partir de 1794.
Il expose à la Royal Academy de 1801 à 1810, principalement des paysages ou des sujets architecturaux à l'aquarelle dans le style de Richard Wilson, à qui ses œuvres ont parfois été attribuées, ainsi que des portraits.
Il dessine la plupart des illustrations des Antiquities of Nottinghamshire de William Dickinson (en) (1801–1806) et le portrait de l'auteur illustrant cette œuvre est gravé d'après une miniature de Sherlock,.

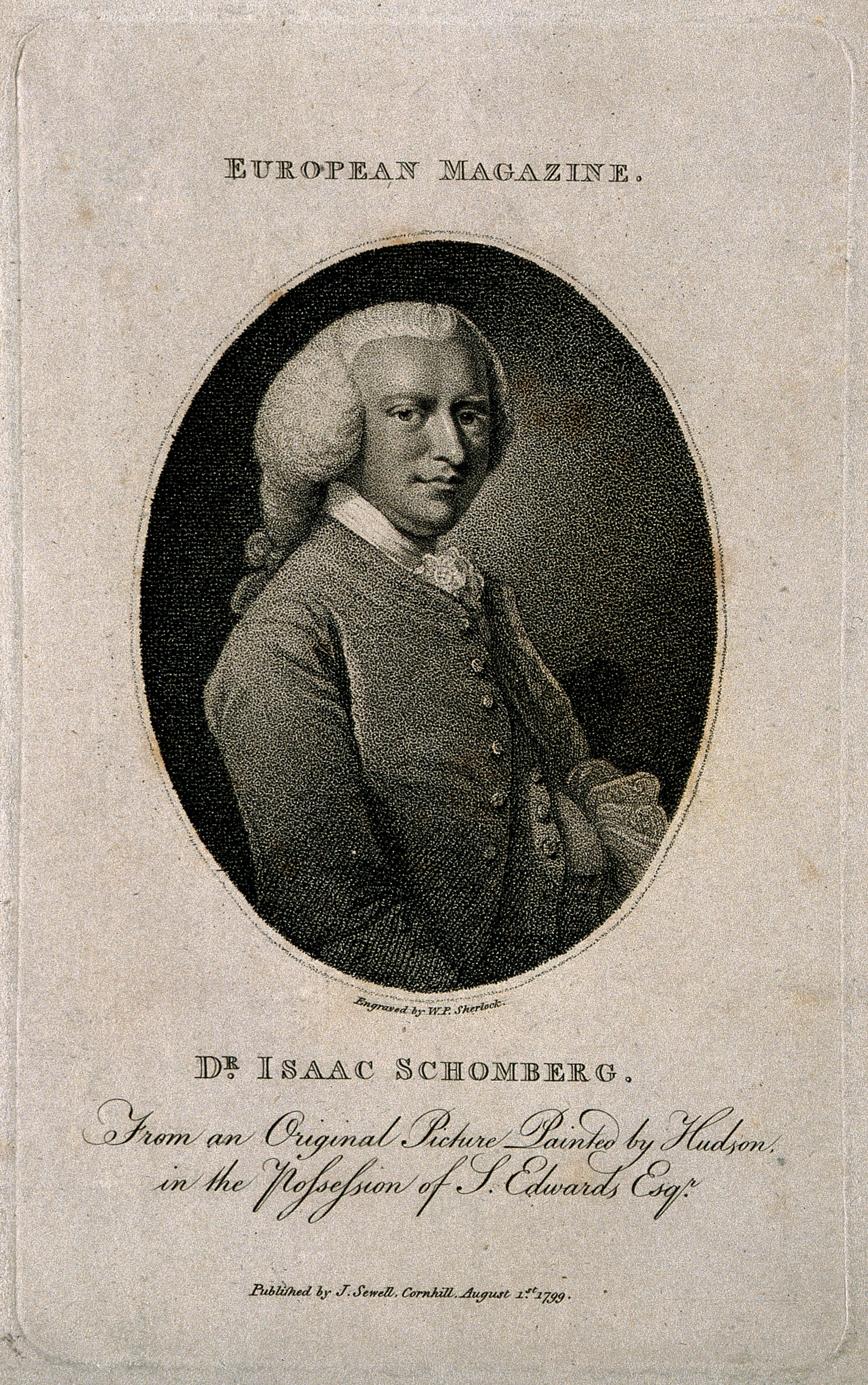
Portrait d'Isaac Schomberg, gravure au pointillé (1799, Wellcome Collection).

À partir de 1811, il publie une série de vingt-quatre gravures à la manière de crayon d'après ses propres dessins à l'aquarelle et de ceux de David Cox, Samuel Prout, Thomas Girtin et d'autres grands aquarellistes de l'époque,. Il grave aussi au pointillé de petits portraits.
Une série de dessins à l'aquarelle de W. P. Sherlock représentant des vues dans le voisinage immédiat de Londres est conservée dans la salle d'impression du British Museum. D'un grand intérêt historique, elle témoigne aussi de la qualité de l'artiste, selon Cust.
William Pengree Sherlock est aussi connu pour être un très bon imitateur de Richard Wilson, notamment celle du Niobe (1760), rendu célèbre par la version de William Woollett.

## Conservation
- British Museum, Londres[5]

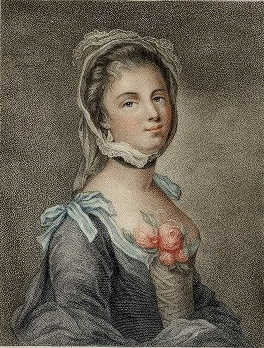
Portrait de Mrs Garrick en 1802, peint par Catherine Reid et gravé par William Pengree Sherlock.

- National Portrait Gallery, Londres[6]
- Tate Gallery, Londres[7]
- Rijksmuseum Amsterdam[8]
- National Gallery of Art, Washington D. C.[9]
- Musées d'art de Harvard, Cambridge (Massachusetts)[10]
- Christchurch Art Gallery (en), Christchurch (Nouvelle-Zélande)[11]